# Macaranga indistincta
Macaranga indistincta är en törelväxtart som beskrevs av Timothy Charles Whitmore. Macaranga indistincta ingår i släktet Macaranga och familjen törelväxter. Inga underarter finns listade i Catalogue of Life.